# Sörsjön
Sörsjön este o arie protejată (arie specială de conservare — SAC, sit de importanță comunitară — SCI) din Suedia întinsă pe o suprafață de 5,6 ha, integral pe uscat.

## Localizare
Centrul sitului Sörsjön este situat la coordonatele 58°53′11″N 15°08′46″E / 58.8865°N 15.146°E.

## Înființare
Situl Sörsjön a fost declarat sit de importanță comunitară în decembrie 1998 pentru a proteja 1 specie de plante. Situl a fost protejat și ca arie specială de conservare în martie 2011.

## Biodiversitate
Situată în ecoregiunea boreală, aria protejată conține 2 habitate naturale: Lacuri eutrofice naturale cu vegetație de tip Magnopotamion sau Hydrocharition, Mlaștini turboase de tranziție și turbării mișcătoare.
La baza desemnării sitului se află o specie protejată de  plante: Hamatocaulis vernicosus.